# Piotr Olegovitch Tolstoï
Pour les articles homonymes, voir Piotr Tolstoï.
Piotr Olegovitch Tolstoï (en russe : Пётр Оле́гович Толсто́й), né le 20 juin 1969 à Moscou, est un homme politique, journaliste et producteur russe.
Il est vice-président de la Douma d'État depuis le 5 octobre 2016. Il est secrétaire de la section régionale de Moscou du parti Russie unie depuis le 31 mai 2021 et membre du haut conseil de ce parti.

## Biographie

### Origines
Piotr Tolstoï est le fils de l'artiste peintre Oleg Tolstoï (1927-1992). Il est également l’arrière-petit-fils de l'écrivain russe Léon Tolstoï du côté de son père,.  Du côté de sa mère, Olga Tolstaïa (née Tomara), il est un descendant du marchand Savva Mamontov, dont la fille a posé pour le peintre Valentin Serov pour le tableau La Jeune Fille aux pêches.

### Formation
Piotr Tolstoï est diplômé du département international de la faculté de journalisme de l'Université Lomonossov de Moscou.
En plus de l'anglais, Piotr Tolstoï parle couramment le français,.

### Carrière

#### Carrière dans les médias
De 1992 à 1994, Piotr Tolstoï fait ses premiers pas dans sa carrière journalistique au sein du journal Le Monde, à la rédaction de Moscou. En parallèle de son travail, Tolstoï étudie le français. Il a fait une partie de ses études à l'École supérieure de journalisme de Paris,.
De 1994 à 1996 - Il est correspondant à Moscou de l'Agence France-Presse,.
En 1996, Piotr Tolstoï commence à travailler à la télévision en tant que rédacteur en chef adjoint de la société de télévision russe VID. La même année, il dirige le service d'assistance informationnelle de la société VID et produit également l'émission Scandales de la semaine («Скандалы недели»),.
Piotr Tolstoï anime plusieurs émissions politiques à la télévision russe, notamment sur la chaîne Pervi Kanal (Première chaîne), comme le dimanche, l'émission de talk-show Le Temps, dimanche («Время») (2005-2012), ou Politique («Политика») (2013-2016), Le Temps le dira («Время покажет») (2014-2016), avec Ekaterina Strijenova, Tolstoï. Dimanche ( «Толстой. Воскресенье») (2014, 2018-2019). Il est directeur adjoint des programmes de société et d'information de la chaîne Pervy Kanal de 2009 à 2016.

#### Carrière politique
Piotr Tolstoï est vice-président de l'assemblée parlementaire du Conseil de l'Europe du 28 janvier 2020 au 25 janvier 2022. Il dirige la délégation de l'assemblée fédérale de la fédération de Russie à l'assemblée parlementaire du Conseil de l'Europe à partir du 27 janvier 2017 jusqu'au 15 mars 2022. Il est membre de la Chambre civique de la fédération de Russie (2012-2014).
Depuis le 22 février 2022, après la reconnaissance par la Russie des républiques séparatistes du Donbass, il est tombé avec d'autres journalistes, sous le coup des sanctions de l'Union européenne,,. La décision de l'Union européenne le qualifie de "figure centrale de propagande du gouvernement".
Durant l'invasion de l'Ukraine par la Russie, il est l'un des seuls officiels russes à être interviewé par des médias occidentaux, dont notamment BFM TV à plusieurs reprises,,.

### Prises de position
En juin 2023, il justifie le vote d'une loi interdisant le changement de genre à l'état civil et l'interdiction de toute intervention du corps médical visant à faciliter la transition des personnes transgenres, pour faire un barrage contre une « idéologie occidentale anti-familiale » dans le droit-fil des positions de Vladimir Poutine, défavorables aux LGBTQ+-.
En mars 2024, en tant que proche de Poutine fraîchement réélu, il prend part à un entretien organisé par un média télévisuel français: se faisant l'écho des déclarations d'Emmanuel Macron qui annonce la possibilité d'une éventuelle présence militaire européenne sur le sol ukrainien, il affirme la capacité de la Russie à frapper Paris avec l'arme nucléaire,. Il critique également la décadence du gouvernement français en évoquant le Premier ministre français Gabriel Attal et tient à son sujet des propos que certains en France estiment qu'ils seraient homophobes,.